# Броумов
Броумов (на чешки: Broumov; на немски: Braunau, Браунау) е град в окръг Наход на Краловохрадецкия край на Чехия.

## География
Разположен е близо до границата с Полша. Площта на града е 22,26 km², а височината над морското равнище – 395 m. Намира се на малката река Стенава в североизточната част на Бохемия, на половината път между Наход на югозапад и полския град Валбжих на север. Разположен е в центъра на Броумовското възвишение на Централносудетския хребет, както и на прилежащата защитена територия Адершпах-Теплицки скали, популярна сред алпинистите.

## История
Градът за първи път е споменат през 1256 г. като крал Пшемисъл Отокар I дарява тези земи на абатството на бенедиктинците от Бржевновския манастир в Прага. След пожара от 1306 г. градът е възстановен, включително манастира и градските стени, чието строителство завършва около 1380 г. Средновековната църква „Дева Мария“ от XII век оцелява по време на пожара и в днешно време е най-старата запазена дървена църква в Чехия.
Градът е административен център на земите на абатство, и привилегиите му са потвърдени от крал Карл IV през 1348 г. Градът се разраства около голям правоъгълен пазарен площад подобно на градовете в Силезия, включително и болница и укрепления, които са започнати през 1357 г. и завършени през 1380 г. Манастирът Броумов остава силно обвързани с абатството Бржевнов, от където през 1420 г. монасите бягат по време на Хуситските войни. Въпреки това, манастирът също претърпява значително опустошение по време на хуситските атаки и после отново по време на Тридесетгодишна война, след което е възстановен в бароков стил по първоначалните планове на Кристоф Динценхофер и продължени от неговия син, Килиан Игнац Динценхофер. От 1703 до 1810 г. абатството Легницке Поле в Силезия е подчинено на манастира в Броумов.

## Население
По данни от началото на 2014 г. населението е 7793 души.
| Година    | 1970 | 1980 | 1991 | 2001 | 2003 | 2006 |
| --------- | ---- | ---- | ---- | ---- | ---- | ---- |
| Население | 7814 | 7834 | 8076 | 8361 | 8654 | 8254 |

## Известни жители
- Томаш Пьоперле – чешки хокеист, вратар.

## Побратимени градове
- Форхайм, Германия
- Нова Руда, Полша